# ورزشگاه پالاپانینی
پالاپانینی یک سالن سرپوشیده واقع در شهر مودنا، ایتالیا است. این سالن در سال ۱۹۸۵ افتتاح شد و عمدتاً به عنوان محل برگزاری باشگاه‌های والیبال مستقر در مودنا و اطراف آن عمل می‌کند و رویدادهای ورزشی دیگر (بسکتبال، فوتسال، تنیس روی میز، شمشیربازی، جودو، هنرهای رزمی) گاهی اوقات در آن برگزار می‌شود. این مکان همچنین می‌تواند محل برگزاری همایش‌ها، تئاتر و کنسرت‌های موسیقی باشد.
این مجموعه ورزشی شامل فضای بازی اصلی (۵۲ متر در ۳۵ متر) برای ورزش‌های بسکتبال، والیبال یا تنیس روی میز است که می‌تواند به ۳ قسمت تقسیم شود. این ورزشگاه دارای امکاناتی همچون رختکن، درمانگاه، سالن بدنسازی، اتاق ویژه (برای هنرهای رزمی و شمشیربازی)، انبار، اتاق پزشکی ورزشی، دفاتر، سالن کنفرانس و آنالیز، اتاق مطبوعات، توالت، بار و دفتر فروش بلیط است. ظرفیت این سالن ۴۹۶۸ تماشاگر برای رویدادهای ورزشی است.